# Aßling
Pour l’article ayant un titre homophone, voir Assling.
Aßling est une commune de Bavière (Allemagne), située dans l'arrondissement d'Ebersberg, dans le district de Haute-Bavière.